# Bušovce
Bušovce (Hongaars: Busóc, Duits: Bauschendorf) is een Slowaakse gemeente in de regio Prešov, en maakt deel uit van het district Kežmarok.
Bušovce telt 302 inwoners.